# Europe Direct Informationscenter
Die Europe Direct Informationscenter sind Teil des Europe-Direct-Netzwerks der Europäischen Kommission. Zielgruppe der Europe-Direct-Informationsbüros sind allgemein alle Bürger und im Gegensatz zu den Dienstleistungszentren von Enterprise Europe Network nicht speziell Unternehmen.

## Aufgaben
Die Europe Direct Informationscenter fungieren auf lokaler Ebene als Schnittstelle zwischen Bürgerinnen und Bürgern und der Europäischen Union (EU) und sind Teil des Europe-Direct-Informationsnetzwerks. Ihre Aufgabe ist es, vor Ort als Ansprechpartner zu dienen und Informationen, Rat, Hilfe und Antworten auf Fragen über die EU zu geben und somit die europäische Integration zu fördern. 
Sie sollen zudem die lokale und regionale Debatte über die Europäische Union und ihre Maßnahmen fördern und es den Europäischen Organen ermöglichen, Informationen gezielter und auf den lokalen Bedarf zugeschnitten zu verbreiten. Man kann dort kostenfrei Informationsmaterial zu europäischen Themen und Politikfeldern für alle Alters- und Zielgruppen, und bei Bedarf beispielsweise für einen Kurs oder eine Klasse in der Schule auch als Kurs-/Klassensatz erhalten. Bei den Informationsmaterialien handelt es sich um von der Europäischen Kommission, aber auch je nach aktuellem oder örtlich/regionalen Bedarf abhängigen, von den Informationsbüros selbst hergestellten, Infomaterialien.
Schließlich bieten die Informationscenter der Öffentlichkeit und jedem Einzelnen auch die Gelegenheit, den Institutionen der EU ein Feedback zu geben.
Das europaweite Netzwerk von Europe Direct besteht aus etwa 500 Informationscentern, wovon 59 in Deutschland angesiedelt sind. Die Trägereinrichtungen haben sich auf eine europaweite Ausschreibung beworben und erhalten für diese Tätigkeit einen Betriebskostenzuschuss. Sie müssen der Europäischen Kommission einen jährlichen Aktionsplan zur Genehmigung vorlegen, worin die Aktivitäten, orientiert an den von der Europäischen Kommission festgelegten Kommunikationsprioritäten der unterschiedlichen Jahre, geplant werden.

## Europe Direct Informationscenter in Deutschland
Die Vertretung der Europäischen Kommission in Deutschland koordiniert die Arbeit des Europe-Direct-Informationsnetzwerks in Deutschland, versorgt die Informationscenter mit Materialien und veranstaltet Weiterbildungen für deren Mitarbeiter.